# Franklin Bartlett
Franklin Bartlett (ur. 10 września 1847 w hrabstwie Worcester, zm. 23 kwietnia 1909 w Nowym Jorku) – amerykański polityk, członek Partii Demokratycznej.

## Działalność polityczna
W okresie od 4 marca 1893 do 3 marca 1897 przez dwie kadencje był przedstawicielem 7. okręgu wyborczego w stanie Nowy Jork w Izbie Reprezentantów Stanów Zjednoczonych.